# 锡铁山太阳能光伏电站
锡铁山太阳能光伏电站位于中華人民共和国青海省海西州锡铁山，海拔高度3100米，项目总装机容量的100 MWp 光伏电站。电站建设被分为三期完成，其中，锡铁山一期工程为10 MW， 锡铁山二期工程为30 MW， ，和锡铁山三期工程为60 MW。 据测算，青海锡铁山太阳能光伏电站100MW项目每年可减少电煤消耗6.5万吨，减少温室气体排放17.1万吨。
该项目不仅是中广核太阳能开发有限公司首个、青海省第一个正式并网光伏发电项目，还是中国第一个海拔3000米以上地区的兆瓦级正式并网大型光伏发电项目。 
锡铁山太阳能光伏电站是由中广核太阳能开发有限公司全资建设。锡铁山一期10 MW工程自2010年4月开工的，经受了高原缺氧地区施工及罕见沙尘暴等极端天气的种种考验，至11月10日成功并网发电；电站二期30 MW工程自2011年4月15日开工，共历时137天，于8月30日全部成功并网发电；三期60 MW项目自6月22日开工，共历时100天，于9月30日全部并网发电。它的全部三期建设项目完成于2011年9月30日，装机容量共100MW，并且在当时是世界上最大的并网光伏电站。

## 参看
- 中华人民共和国太阳能发电
- 格尔木太阳能光伏电站
- 光伏电站